# Vámos István
Vámos István (Budapest, 1958. július 18. –) olimpiai bronzérmes magyar tornász.

## Pályafutása
Az 1980-as moszkvai olimpián a férfi csapat tagjaként összetettben bronzérmet szerzett. 2010-ben a Magyar Torna Szövetség jubileumi plakettel jutalmazta Vámost.